# Olešnice, Semily
Olešnice là một làng thuộc huyện Semily, vùng Liberecký, Cộng hòa Séc.